# Lincoln Boyhood National Memorial
Le Lincoln Boyhood National Memorial est une aire protégée américaine située à Lincoln City, dans l'Indiana. Ce mémorial national fondé le 19 février 1962 sur un site déjà déclaré National Historic Landmark depuis le 19 décembre 1960 couvre 81 ha gérés par le National Park Service où Abraham Lincoln a vécu avec sa famille de 1816 à 1830. Il est inscrit au Registre national des lieux historiques depuis le 15 octobre 1966.